# Yūmi Kajihara
Yūmi Kajihara (梶原 悠未?, Kajihara Yūmi; Saitama, 10 aprile 1997) è una pistard e ciclista su strada giapponese, medaglia d'argento nell'omnium ai Giochi olimpici di Tokyo 2020.

## Carriera
Nel 2020 si è laureata campionessa del mondo nell'omnium alla rassegna iridata di Berlino; nel 2021 ha invece vinto la medaglia d'argento, sempre nell'omnium, ai Giochi olimpici di Tokyo.

## Palmarès

### Pista
- 2015

Campionati giapponesi, Omnium
- 2016

Campionati asiatici, Scratch
Campionati giapponesi, Omnium
Japan Track Cup, Omnium
Track Asia Cup, Velocità a squadre (con Hiroko Ishii)
Track Asia Cup, Corsa a punti
Track Asia Cup, Omnium
- 2017

Campionati asiatici, Corsa a punti
Campionati asiatici, Omnium
Campionati giapponesi, Inseguimento individuale
Campionati giapponesi, Inseguimento a squadre (con Nao Suzuki, Kisato Nakamura e Kie Furuyama)
Campionati giapponesi, Corsa a punti
3ª prova Coppa del mondo 2017-2018, Omnium (Milton)
4ª prova Coppa del mondo 2017-2018, Omnium (Santiago del Cile)
- 2018

Campionati asiatici, Omnium
Campionati asiatici, Inseguimento a squadre (con Yuya Hashimoto, Kie Furuyama e Nao Suzuki)
Campionati asiatici, Americana (con Kisato Nakamura)
Giochi asiatici, Omnium
Campionati giapponesi, Inseguimento individuale
Campionati giapponesi, Americana (con Yuya Hashimoto)
Campionati giapponesi, Velocità a squadre (con Mami Yamaguchi)
Campionati giapponesi, Corsa a punti
Campionati giapponesi, Omnium
- 2019

Japan Track Cup, Omnium
Campionati asiatici, Omnium
Campionati asiatici, Americana (con Kie Furuyama)
Campionati giapponesi, Inseguimento individuale
Campionati giapponesi, Americana (con Kisato Nakamura)
Campionati giapponesi, Velocità a squadre (con Mami Yamaguchi)
Campionati giapponesi, Corsa a punti
Campionati giapponesi, Omnium
3ª prova Coppa del mondo 2019-2020, Omnium (Hong Kong)
4ª prova Coppa del mondo 2019-2020, Omnium (Cambridge)
Campionati asiatici 2020, Omnium
- 2020

Campionati del mondo, Omnium
Campionati giapponesi, Inseguimento individuale
Campionati giapponesi, Americana (con Kisato Nakamura)
Campionati giapponesi, Corsa a punti
Campionati giapponesi, Scratch
- 2021

1ª prova Coppa delle Nazioni, Corsa a eliminazione (Hong Kong)
1ª prova Coppa delle Nazioni, Omnium (Hong Kong)
1ª prova Coppa delle Nazioni, Americana (Hong Kong, con Kisato Nakamura)
4ª prova Champions League, Scratch (Londra)
- 2022

Belgian Track Meeting, Corsa a punti
1ª prova Coppa delle Nazioni, Corsa a eliminazione (Glasgow)
1ª prova Coppa delle Nazioni, Omnium (Glasgow)
Japan Track Cup, Omnium
Campionati giapponesi, Scratch
Campionati giapponesi, Omnium
- 2023

Campionati giapponesi, Scratch
Campionati giapponesi, Omnium
Campionati giapponesi, Corsa a punti
Campionati giapponesi, Americana (con Mizuki Ikeda)
Campionati giapponesi, Corsa a eliminazione
Campionati asiatici, Scratch
Campionati asiatici, Omnium
Campionati asiatici, Inseguimento a squadre (con Mizuki Ikeda, Tsuyaka Uchino e Maho Kakita)
Campionati asiatici, Americana (con Tsuyaka Uchino)
Giochi asiatici, Omnium
Giochi asiatici, Inseguimento a squadre (con Mizuki Ikeda, Tsuyaka Uchino e Maho Kakita)
Japan Track Cup, Omnium
JICF Track Cup, Omnium
- 2024

Campionati asiatici, Corsa a eliminazione
Campionati asiatici, Omnium
Campionati asiatici, Inseguimento a squadre (con Mizuki Ikeda, Tsuyaka Uchino e Maho Kakita)
Coppa delle Nazioni, Omnium (Hong Kong)
Coppa delle Nazioni, Corsa a eliminazione (Hong Kong)

### Strada
- 2014 (Juniores)

Campionati giapponesi, Prova a cronometro Junior
Campionati giapponesi, Prova in linea Junior
- 2015 (Juniores)

Campionati asiatici, Prova a cronometro Junior
Campionati asiatici, Prova in linea Junior
Campionati giapponesi, Prova a cronometro Junior
Campionati giapponesi, Prova in linea Junior
- 2018

2ª tappa Guizhou International Women's Race (Duyun > Duyun)
4ª tappa Guizhou International Women's Race (Yilong > Yilong)
5ª tappa Guizhou International Women's Race (Yilong > Yilong)
Campionati giapponesi, Prova a cronometro Under-23
- 2019

2ª tappa The 60th Anniversary Thai Cycling Association (Trat > Trat)
Classifica generale The 60th Anniversary Thai Cycling Association

#### Altri successi
- 2018

Classifica a punti Guizhou International Women's Race

## Piazzamenti

### Competizioni mondiali
- Campionati del mondo su pista

Seul 2014 - Scratch Junior: 6ª
Seul 2014 - 500 metri a cronometro Junior: 22ª
Seul 2014 - Inseguimento individuale Junior: 18ª
Seul 2014 - Corsa a punti Junior: 2ª
Astana 2015 - Corsa a punti Junior: 2ª
Astana 2015 - Inseguimento a squadre Junior: 3ª
Astana 2015 - Omnium Junior: 8ª
Londra 2016 - Inseguimento a squadre: 13ª
Hong Kong 2017 - Inseguimento individuale: 21ª
Hong Kong 2017 - Omnium: 11ª
Apeldoorn 2018 - Inseguimento a squadre: 9ª
Apeldoorn 2018 - Omnium: 8ª
Apeldoorn 2018 - Americana: ritirata
Pruszków 2019 - Inseguimento a squadre: 11ª
Pruszków 2019 - Omnium: 4ª
Pruszków 2019 - Americana: 11ª
Berlino 2020 - Omnium: vincitrice
Berlino 2020 - Americana: 15ª
Roubaix 2021 - Scratch: 14ª
Roubaix 2021 - Corsa a eliminazione: 13ª
Roubaix 2021 - Omnium: 15ª
St. Quentin-en-Yv. 2022 - Scratch: 11ª
St. Quentin-en-Yv. 2022 - Corsa a eliminazione: 19ª
St. Quentin-en-Yv. 2022 - Omnium: 13ª
Glasgow 2023 - Inseguimento a squadre: 11ª
Glasgow 2023 - Americana: 8ª
Glasgow 2023 - Omnium: 8ª
- Campionati del mondo su strada

Ponferrada 2014 - Cronometro Junior: 39ª
Ponferrada 2014 - In linea Junior: 18ª
Richmond 2015 - Cronometro Junior: 11ª
Richmond 2015 - In linea Junior: 4ª
Doha 2016 - In linea Elite: 64ª
Bergen 2017 - Cronometro: 43ª
Bergen 2017 - In linea Elite: ritirata
- Giochi olimpici

Tokyo 2020 - Americana: ritirata
Tokyo 2020 - Omnium: 2ª